# Bergöfjärden (réserve naturelle)
Bergöfjärden est une réserve naturelle dans l’archipel de Luleå en Suède,,,.

## Présentation
La réserve naturelle de Bergöfjärden borde la commune de Kalix.
La réserve naturelle est située à l'ouest de Bergön et à environ 15 kilomètres au nord-est de Brändön, dans l'archipel de Luleå.
La zone naturelle est protégée depuis 1997 et s'étend sur 7,5 kilomètres carrés.
La réserve naturelle de Bergöfjärden comprend six petites îles (Bockstensrevet, Rödbergsklippan, Yttersta Fjärdsgrundet, Mellersta Fjärdsgrundet, Inre Fjärdsgrundet, Brändavagrundet) situées dans la partie la plus éloignée de la crique côtière de Bergöfjärden.
Il y a beaucoup de terres couvertes de rochers. Il existe également des zones de forêt clairsemée, notamment sur les grandes îles. De nombreux oiseaux prospèrent dans la zone.
Sur Yttersta Fjärdsgrundet se trouve le seul village de la réserve regroupant quelques maisons avec un port associé et une jetée en pierre.
Des tétras ont été trouvés nichant sur l'île et il y a des traces de pics.
Plusieurs îles abritent une riche avifaune, notamment des oies cendrées, des goélands argentés et des mouettes rieuses.
Le degré d'impact humain dans la zone est faible et les îles constituent des refuges précieux pour la flore et la faune de l'archipel.
Sur l'île de Bockstensrevet, il est interdit de débarquer entre le 1er mai et le 31 juillet.